# Temnechinus
Temnechinus is een geslacht van uitgestorven zee-egels uit de familie Temnopleuridae.

## Soorten
- Temnechinus excavatus Forbes, 1852 †